# Carl Hart
Carl Hart (nascido em 1966, em Miami, EUA) é o professor de psicologia e de psiquiatria da Universidade de Columbia. Hart é conhecido por sua pesquisa sobre abusos e vícios em drogas. Ele foi o primeiro professor titular afro-americano de ciências na Universidade de Columbia.

## Juventude
Carl Hart cresceu em uma vizinhança pobre de Miami, envolvendo-se em pequenos crimes e uso de drogas. Após o colegial, ele serviu na Força Aérea dos Estados Unidos, que, para ele, foi uma via para o ensino superior.

## Educação
Hart recebeu o diploma de bacharel e mestre em ciência da Universidade de Maryland. Ele recebeu um PhD em neurociência da Universidade de Wyoming.
Carl Hart frequentou a Universidade da Carolina do Norte em Wilmington, onde trabalhou com Robert Hakan, antes de frequentar a Universidade de Wyoming.

## Carreira
O seu livro High Price foi publicado em 2013. O livro entrelaça histórias da experiência própria do Dr. Hart com drogas e a pobreza, com sua pesquisa moderna. Ele é destaque no documentário de Eugene Jarecki, de 2012: The House I Live In

## Estudos
Segundo os estudos de Carl Hart, a maioria dos consumidores de crack e metanfetamina conseguem fazer escolhas racionais que impeçam a aquisição de mais drogas. Assim, apenas uma pequena parcela dos consumidores poderia ser realmente diagnosticada como "viciada". De acordo com o sistema empregado nas pesquisas de Hart, viciados não conseguem rejeitar a vontade irresistível de consumirem mais drogas diante do oferecimento de uma pequena quantia em dinheiro, que lhes dariam direito de comprar qualquer outra coisa além de drogas. No entanto, quando o oferecimento de quantia de dinheiro aumentava, todos os viciados em crack e metanfetamina optavam em receber a ajuda financeira em vez de mais droga, mesmo que soubessem que apenas receberiam tal valor após algumas semanas, no final do experimento.

"De 80% a 90% das pessoas que usam crack e metanfetamina não se viciam. (...) E o pequeno número de pessoas que se viciam não se assemelham em nada à caricatura popular que se faz dos viciados"

— Dr. Hart, em entrevista à The New York Times, em 2014.
Segundo Dr. Hart, o principal fator é o ambiente em que o viciado está contido. Se o indivíduo sofre estresse devido à condições solitárias e falta de opções, será mais propício a consumir cada vez mais droga. No entanto, se o ambiente for capaz de ofertar diversas oportunidades de convívio com pessoas e outras experiências, a chance de vício e abuso nas drogas é menor.

## Vida pessoal
Hart mora em Nova York com sua esposa e seus dois filhos. No ano de 2000, Hart descobriu que quando era adolescente, ele teria se tornado pai de um filho que era, até então, desconhecido por ele. No momento em que Carl Hart descobriu que tinha um terceiro filho, ele também soube que o filho teve um elevado grau de abandono escolar na idade de 16 ou 17 anos, e esteve envolvido na venda de drogas ilegais. Seu filho recém-descoberto também era acusado de uma infração com cocaína no estado da Flórida.

## Prêmios e homenagens
- PEN/E. O. Wilson Literary Science Writing Award de 2014 por High Price: A Jornada de Auto-Descobrimento do Neurocientista Que Modifica Tudo O Que Você Sabe Sobre Drogas e Sociedade.[7][8]